# 文殊院駅
文殊院駅（もんじゅいんえき）は、中華人民共和国四川省成都市青羊区に位置する成都軌道交通1号線の駅である。

## 駅周辺
- 文殊院

## 歴史
- 2010年9月27日 開業

## 隣の駅
成都軌道鉄道
■1号線
人民北路駅 - 文殊院駅 - 騾馬市駅
座標: 北緯30度40分30秒 東経104度03分57秒 / 北緯30.675度 東経104.0658度